# August Friedrich Pott
Ne doit pas être confondu avec August Pott.
August Friedrich Pott, né le 14 novembre 1802 à Nettelrede, dans l'électorat de Brunswick-Lunebourg, et mort le 5 juillet 1887 à Halle, est un grammairien et philologue allemand.

## Biographie

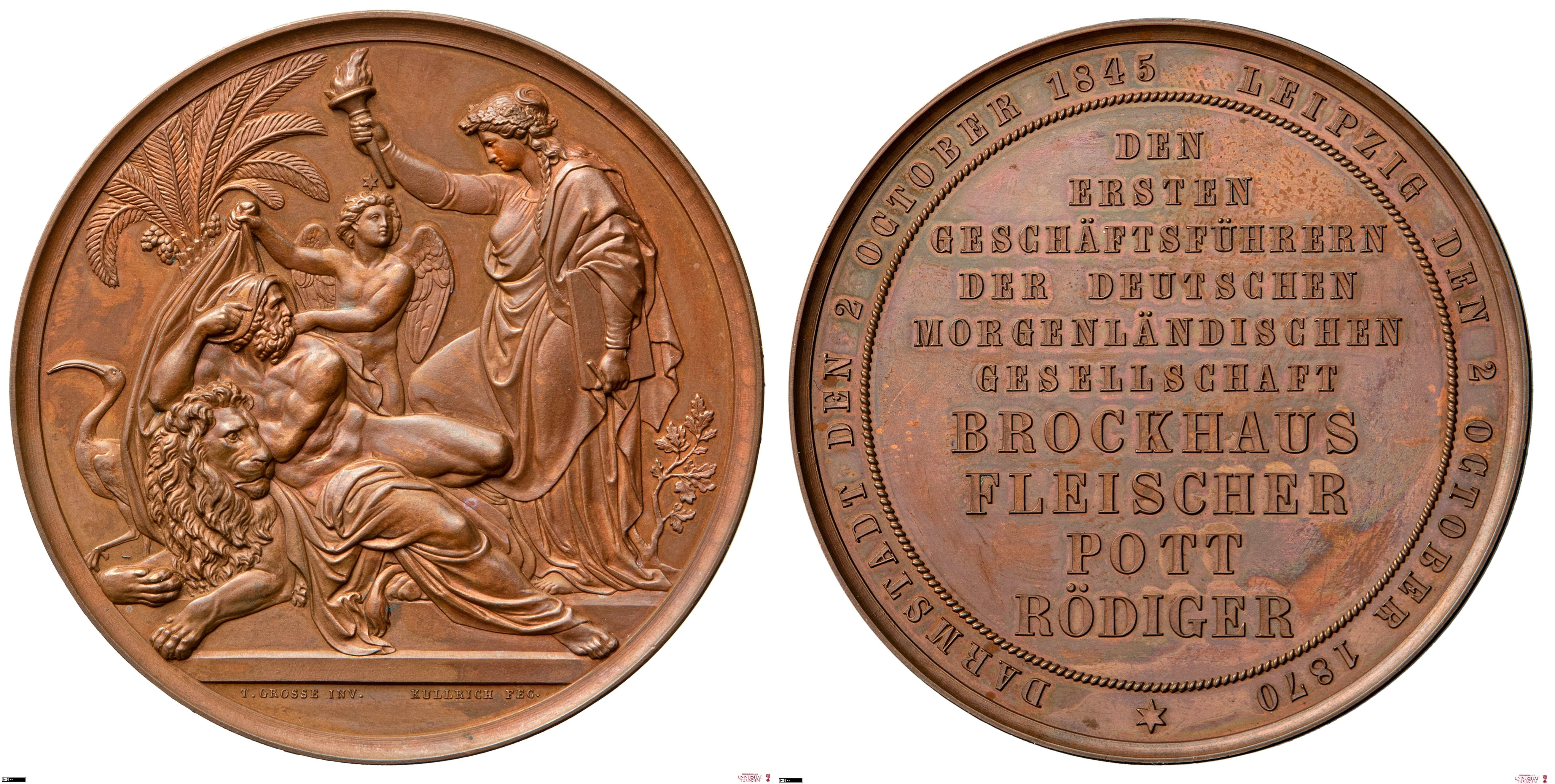
Médaille Brockhaus, Fleischer, Pott, Roediger 1870

Il était le fils d'un pasteur. Après des études de théologie à l'université de Göttingen, il se tourne vers la grammaire comparée et obtient son doctorat en 1827. Il devient l'élève de Franz Bopp à Berlin.
En 1833, il est nommé professeur de grammaire générale à l'université de Halle, où il fait toute sa carrière, et devient professeur ordinaire en 1838. Il travaille aussi bien sur la grammaire de langues indo-européennes que sur la grammaire comparée. Excellent connaisseur des langues indo-aryennes, il a montré en 1845 que le romani appartenait aux langues indo-aryennes récentes.
En 1870, il devient membre de l'Académie bavaroise des sciences. Il y a une médaille pour Pott (conjointement avec Fleischer, Brockhaus et Emil Rödiger (de)) gravée en 1870 à l'occasion du 25e anniversaire de la Société orientale allemande.